# Facetmobile
Facetmobile（全名：FMX-4 Facetmobile  ）是一架由Barnaby Wainfan自制的飞行器。Barnaby Wainfan不仅是一位NACA的空气动力学家，还是一位热衷于自制飞行器的工程师。
虽然Facetmobile的原型机仅有一架，但由于具有一些独特的性质，它依旧十分出名。 这架飞行器介于“宇宙飞行及高空飞行两用机”和普通的有翼结构飞机，整架飞行器就是一个具有低比例展弦比的机翼，形状扁平而尖锐。特别值得一提的是，这架飞行器的表面是由一系列的11个平面拼接而成的，有点类似于F-117夜鹰喷气式战斗机的身体，但它没有单独的机翼结构。Facetmobile的设计是在F-117飞机的外形公开之前的，Wainfan称两者看起来的相似纯属巧合，事实上，两者在工程学上的结构是十分不同的（F-117采用纯平面板是为了隐形，Facetmobile则只是为了便于安装）。

## 设计
Facetmobile在许多方面有着独特的设计。

### 外形
如上所述，Facetmobile具有独特的翼型形状，不过仍类似于一些低纵横比的三角翼轻型飞机，比如Dyke Delta JD1 和 JD2, Hatfield LB1 和 LB3以及 ARUP 2 等型号。
FMX-4 Facetmobile由11个平面组成，外加两个翼尖舵。三个平面形成飞机的底部（前面略微倾斜，中间平坦，尾部大幅度提高），八个平面形成上方（一个大的向下倾斜的后板，一个很窄的的机头部分以及每边的三个倾斜侧板） 。机翼部分厚弦比18％，比一般轻型飞机的的12-15％高了很多。Facetmobile至少有一个商业的模型飞机套件正在生产。

### 结构
Facetmobile的结构是由6061根铝制管通过Cheerymax公司生产的铆钉组装连接而成的。机身采用传统的胶布外壳。该机采用副翼和方向舵控制。起落架是固定的三轮类型。两个落地式窗户使挡风玻璃部分扩大不少。人们可以通过底部安装的舱口登上飞行器。该机安装有BRS降落伞系统。

## 规格(Facetmobile FMX-4)
一般特性
- 乘员：1
- 长度：19英尺6英寸（5.94米）
- 翼展：15英尺（4.6米）
- 机翼面积：214平方英尺（19.9平方米）
- 空重：370磅（168公斤）
- 总重量：740磅（336公斤）
- 燃料容量：10-13加仑
- 发动机：1 × Rotax 503 DC，50马力（37千瓦）
- 推进器：3-bladed GSC

性能
- 最大速度：96千牛（110英里，178公里/小时）
- 巡航速度：80千牛（92英里，148公里/小时）
- 失速速度：29千牛;53公里/小时（33英里/小时）
- 爬升率：750英尺/分钟（3.8米/秒）
- 翼负荷：3.45磅/平方英尺（16.8公斤/平方米）

## 当前状态
FMX-Facetmobile的原型机在1995年10月13日因飞行中引擎发生故障而坠毁。飞机以低速降落，冲到了一片铁丝网中 。虽然驾驶员Barnaby Wainfan并未受伤，但飞行器却遭到了一些外表，发动机和结构上的损害。到了2006年，飞机部分修复，但已不能再次飞行。

## 衍生飞行器
设计者Wainfan在FMX-4 Facetmobile的基础上提出了两个衍生的飞行器模型。
- FMX-5 Facetmobile：较大的双座设计，使用相同的铝合金管和胶布外壳。
- 一个尚未命名的模型：同样有双座设计，但采用先进的平板复合板来建造。